# Crotalaria saharae
Crotalaria saharae är en ärtväxtart som beskrevs av Ernest Saint-Charles Cosson. Crotalaria saharae ingår i släktet sunnhampor, och familjen ärtväxter. Inga underarter finns listade i Catalogue of Life.